# Bătălia de la Naxos
Bătălia de la Naxos s-a dat între noua flotă ateniană a lui Chabrias și cea spartană, soldându-se cu o victorie decisivă a atenienilor. Această bătălie a marcat începutul recuperării hegemoniei ateniane în Marea Egee, pierdută în Războiul peloponesiac.